# Terpes
Terpes is een plaats (község) en gemeente in het Hongaarse comitaat Heves. Terpes telt 231 inwoners (2002).